# Sommer-Universiade 2017/Teilnehmer (Chinese Taipei)
| Gelbes Symbol für Goldmedaillen mit stilisierten Olympischen Ringen | Graues Symbol für Silbermedaillen mit stilisierten Olympischen Ringen | Braundes Symbol für Bronzemedaillen mit stilisierten Olympischen Ringen |
| ------------------------------------------------------------------- | --------------------------------------------------------------------- | ----------------------------------------------------------------------- |
| 26                                                                  | 34                                                                    | 30                                                                      |

Die Republik China (Taiwan) richtete unter dem Namen Chinesisch Taipeh die Sommer-Universiade 2017 aus.
Der taiwanische Hochschulsport-Verband nominierte als Gastgeber 371 Athleten in 22 Sportarten.

## Badminton

### Männer
| Einzel       | Platz |
| ------------ | ----- |
| Hsu Jen-hao  | 8     |
| Wang Tzu-wei | 1     |

| Doppel                       | Platz |
| ---------------------------- | ----- |
| Hsu Jen-hao / Wang Tzu-wei   | 23    |
| Lee Jhe-hui / Lee Yang       | 3     |
| Wang Chi-lin / Yang Pu-hsuan | 26    |

### Frauen
| Einzel         | Platz |
| -------------- | ----- |
| Chiang Mei-hui | 3     |
| Lee Chia-hsin  | 7     |
| Tai Tzu-ying   | 1     |

| Doppel                       | Platz |
| ---------------------------- | ----- |
| Chiang Mei-hui / Wen Hao-yun | 13    |
| Hsu Ya-ching / Wu Ti-jung    | 1     |

### Gemischt
| Doppel                       | Platz |
| ---------------------------- | ----- |
| Hsu Ya-ching / Lee Yang      | 3     |
| Lee Chia-hsin / Wang Chi-lin | 1     |
| Wen Hao-yun / Yang Po-hsuan  | 7     |

| Team | Platz |
| --- | ----- |
| Chiang Mei-hui, Hsu Jen-hao, Hsu Ya-ching, Lee Chia-hsin, Lee Jhe-huei, Lee Yang, Tai Tzu-ying, Wang Chi-lin, Wang Tzu-wei, Wen Hao-yun, Wu Ti-jung, Yang Po-hsuan | 1     |

## Baseball
| Männer | Platz |
| --- | ----- |
| Chang Hao-Wei, Chang Min-Hsun, Chen Chi-Yuan, Chen Chung-Ting, Chen Chung-Yu, Chen Ming-Hsuan, Chiang Kuo-Hao, Fan Kuo-Chen, Li Tzu-Yang, Lin An-Ko, Lin Li, Lu Yen-Ching, Shih Kuan-Yu, Shih Tzu-Chien, Su Chih-Chieh, Wang Cheng-Tang, Wu Cheng-Che, Chen-Yu, Wu Chieh-Jui, Wu Chun-Chieh, Wu Sung-Hsun, Yueh Tung-Hua | 5     |

## Basketball
| Männer | Platz |
| --- | ----- |
| Chen Kuang-Chuan, Chen Ying-Chun, Chien You-Che, Fan Shih-En, Huang Hung-Han, Huang Tsung-Han, Lee Kai-Yan, Lin Ming-Yi, Liu Jen-Hao, Sie Yu-Jheng, Su Yi-Chin, Wen Li-Huang | 13    |
| Frauen | Platz |
| Chen Wei-An, Chen Yen-Yu, Cheng I-Hsiu, Chu Yu-Chin, Han Ya-En, Hsu Yu-Lien, Huang Hsiang-Ting, Huang Ling-Chuan, Lin Yu-Ting, Lo Pin, Wang Wei-Lin, Yang Cing               | 3     |

## Billard
| Athleten                    | Disziplin              | Platz |
| --------------------------- | ---------------------- | ----- |
| Hsu Jui-an                  | 9-Ball Einzel / Männer | 1     |
| Liu Cheng-chieh             | 9-Ball Einzel / Männer | 2     |
| Ko Ping-chung, Ko Pin-Yi    | 9-Ball Doppel / Männer | 1     |
| Ku Cheng-Chin               | 9-Ball Einzel / Frauen | 1     |
| Wu Zhi-Ting                 | 9-Ball Einzel / Frauen | 2     |
| Kuo Szu-Ting, Wei Tzu-chien | 9-Ball Doppel / Frauen | 1     |

## Bogenschießen

### Männer
| Compoundbogen Einzel | Platz |
| -------------------- | ----- |
| Chen Hsiang-Hsuan    | 17    |
| Lin Che-Wei          | 17    |
| Lin Hsin-Min         | 33    |

| Recurvebogen Einzel | Platz |
| ------------------- | ----- |
| Deng Yu-Cheng       | 17    |
| Peng Shih-Cheng     | 33    |
| Wei Chun-Heng       | 9     |

| Compoundbogen Team                           | Platz |
| -------------------------------------------- | ----- |
| Chen Hsiang-Hsuan, Lin Che-Wei, Lin Hsin-Min | 6     |

| Recurvebogen Team                             | Platz |
| --------------------------------------------- | ----- |
| Deng Yu-Cheng, Peng Shih-Cheng, Wei Chun-Heng | 2     |

### Frauen
| Compoundbogen Einzel | Platz |
| -------------------- | ----- |
| Chen Yi-Hsuan        | 2     |
| Lee Ting-Hsuan       | 17    |
| Wu Ting-Ting         | 9     |

| Recurvebogen Einzel | Platz |
| ------------------- | ----- |
| Lei Chien-Ying      | 4     |
| Peng Chia-Mao       | 8     |
| Tan Ya-Ting         | 2     |

| Compoundbogen Team                          | Platz |
| ------------------------------------------- | ----- |
| Chen Yi-Hsuan, Lee Ting-Hsuan, Wu Ting-Ting | 9     |

| Recurvebogen Team                          | Platz |
| ------------------------------------------ | ----- |
| Lei Chien-Ying, Peng Chia-Mao, Tan Ya-Ting | 2     |

### Gemischt
| Athleten                         | Disziplin     | Platz |
| -------------------------------- | ------------- | ----- |
| Chen Hsiang-Hsuan, Chen Yi-Hsuan | Compoundbogen | 3     |
| Wei Chun-Heng, Peng Chia-Mao     | Recurvebogen  | 5     |

## Fechten

### Männer
| Athlet         | Disziplin      | Platz |
| -------------- | -------------- | ----- |
| David Hadler   | Florett Einzel | 24    |
| Cheng Tsun-Lin | Degen Einzel   | 60    |
| Chuang Po-Yu   | Degen Einzel   | 84    |
| Ting Hong-Kai  | Degen Einzel   | 14    |
| Chen Sheng-Min | Degen Einzel   | 79    |
| Chou Tsung-Yu  | Säbel Einzel   | 27    |

| Degen Mannschaft                                          | Platz |
| --------------------------------------------------------- | ----- |
| Cheng Tsung-Ying, Chuang Po-Yu, Ting Hong-Kai, Wu Yu-Ting | 17    |

### Frauen
| Athletin       | Disziplin      | Platz |
| -------------- | -------------- | ----- |
| Chen Ling-Yi   | Florett Einzel | 42    |
| Cheng Hsin     | Florett Einzel | 31    |
| Tsai Xiao-Qing | Florett Einzel | 45    |
| Yang Chin-Man  | Florett Einzel | 60    |
| Cheng Ya-Fang  | Degen Einzel   | 51    |
| Chiu Chih-Ting | Degen Einzel   | 50    |
| Hsu Jo-Ting    | Degen Einzel   | 54    |
| Lin Hui-Min    | Degen Einzel   | 63    |
| Pang Hui-Yi    | Säbel Einzel   | 35    |
| Wu Ya-Shiuan   | Säbel Einzel   | 47    |
| Wu Yi-Chin     | Säbel Einzel   | 42    |
| Ye Yi-Shan     | Säbel Einzel   | 49    |

| Florett Mannschaft                                      | Platz |
| ------------------------------------------------------- | ----- |
| Chen Ling-Yi, Cheng Hsin, Tsai Xiao-Qing, Yang Chin-Man | 12    |

| Degen Mannschaft                                        | Platz |
| ------------------------------------------------------- | ----- |
| Cheng Ya-Fang, Chiu Chih-Ting, Hsu Jo-Ting, Lin Hui-Min | 17    |

| Florett Mannschaft                                | Platz |
| ------------------------------------------------- | ----- |
| Pang Hui-Yi, Wu Ya-Shiuan, Wu Yi-Chin, Ye Yi-Shan | 13    |

## Fußball
| Männer | Platz |
| --- | ----- |
| Chao Ming-Hsiu, Chen Hao-Wei, Chen Jui-Chieh, Chen Sheng-Wei, Chen Ting-Yang, Cheng Hao, Gao Wei-Jie, Huang Chiu-Lin, Hung Tzu-Kuei, Jiang Cheng-Yu, Jiang Sin-Long, Lai Chih-Hsuan, Lee Hsiang-Wei, Li Mao, Lin Che-Yu, Lin Chien-Hsun, Su De-Tsai, Tsai Meng-Cheng, Tsai Shuo-Che, Tuan Hsuan | 16    |
| Frauen | Platz |
| Chang Chi-Lan, Chang Shu-Chin, Chang Su-Hsin, Chen Yen-Ping, Chu Fang-Yi, Ho Hsuan-Yi, Jhuo Li-Shan, Lai Wei-Ju, Lee Hsiu-Chin, Lin Ya-Han, Liu Chien-Yun, Lo Shu-Yun, Pan Shin-Yu, Pan Ting-Yi, Pan Yen-Hsin, Pao Hsin-Hsuan, Su Sin-Yun, Ting Chi, Tsou Hsin-Ni, Yu Hsiu-Chin                 | 11    |

## Gewichtheben

### Männer
| Athlet           | Disziplin | Platz |
| ---------------- | --------- | ----- |
| Chang Hao-Yu     | -56 kg    | 7     |
| Tan Chi-Chung    | -56 kg    | 9     |
| Huang Ding-Chieh | -62 kg    | 5     |
| Kao Chan-Hung    | -62 kg    | 3     |
| Chang Tsung-Han  | -77 kg    | 6     |
| Lo Hao-Jhih      | -99 kg    | 16    |
| Lo Hao-Jhih      | -99 kg    | 16    |
| Lee Hao-Jan      | -105 kg   | 8     |
| Chen Shih-Chieh  | +105 kg   | 2     |

### Frauen
| Athletin         | Disziplin | Platz |
| ---------------- | --------- | ----- |
| Hsu Shu-ching    | -53 kg    | -     |
| Kuo Hsing-chun   | -58 kg    | 1     |
| Chiang Nien-Hsin | -63 kg    | 3     |
| Hung Wan-Ting    | -69 kg    | 1     |
| Lin Men-Shang    | -69 kg    | 5     |
| Yao Chi-Ling     | -75 kg    | 3     |
| Lo Ying-Yuan     | -90 kg    | 3     |
| Chung Yun-Ling   | +90 kg    | 8     |

## Golf

### Männer
| Einzel       | Platz |
| ------------ | ----- |
| Lai Chia-Yi  | 30    |
| Liu Yung-Hua | 3     |
| Yu Chun-An   | 3     |

| Team                                  | Platz |
| ------------------------------------- | ----- |
| Lai Chia-Yi, Liu Yung-Hua, Yu Chun-An | 3     |

### Frauen
| Einzel        | Platz |
| ------------- | ----- |
| Chen Chih-Min | 53    |
| Chen Hsuan    | 2     |
| Hou Yu-Sang   | 2     |

| Team                                   | Platz |
| -------------------------------------- | ----- |
| Chen Chih-Min, Chen Hsuan, Hou Yu-Sang | 2     |

## Judo

### Männer
| Athlet           | Disziplin     | Platz |
| ---------------- | ------------- | ----- |
| Yang Yung-Wei    | -60 kg        | 5     |
| Huang Sheng-Ting | -66 kg        | -     |
| Lee Feng-Mao     | -73 kg        | -     |
| Chang Wei-Cheng  | -81 kg        | -     |
| Hsieh Che-Wei    | -90 kg        | -     |
| Hong Yi-Chih     | -100 kg       | -     |
| Lee Po-Yen       | +100 kg       | -     |
| Chen Sheng-Min   | offene Klasse | 7     |

| Team | Platz |
| --- | ----- |
| Yang Yung-Wei, Huang Sheng-Ting, Lee Feng-Mao, Chang Wei-Cheng, Hsieh Che-Wei, Hong Yi-Chih, Lee Po-Yen | -     |

### Frauen
| Athletin       | Disziplin     | Platz |
| -------------- | ------------- | ----- |
| Gao Jun-Ying   | -48 kg        | -     |
| Chen Chin-Ying | -52 kg        | -     |
| Lee Hsin-Yun   | -57 kg        | -     |
| Huang Shih-Han | -63 kg        | -     |
| Shang Liu-Yu   | -70 kg        | -     |
| Wang Szu-Chu   | -78 kg        | -     |
| Sun Pei-Yu     | +78 kg        | 5     |
| Tsai Jia-Wen   | offene Klasse | -     |

| Team                                                                                               | Platz |
| -------------------------------------------------------------------------------------------------- | ----- |
| Gao Jun-Ying, Chen Chin-Ying, Lee Hsin-Yun, Huang Shih-Han, Shang Liu-Yu, Wang Szu-Chu, Sun Pei-Yu | -     |

## Leichtathletik

### Männer
| Athlet            | Disziplin         | Platz |
| ----------------- | ----------------- | ----- |
| Yang Chun-Han     | 100 m             | 1     |
|                   | 200 m             | 7     |
|                   | 4 × 100 m Staffel | 3     |
| Yeh Shou-Po       | 200 m             | -     |
|                   | 4 × 100 m Staffel | 3     |
| Yang Lung-Hsiang  | 400 m             | -     |
|                   | 4 × 400 m Staffel | -     |
| Chen Ping-Feng    | Halbmarathon      | 33    |
| Chou Ting-Yin     | Halbmarathon      | 9     |
| Teng Hsin-Chuan   | Halbmarathon      | 28    |
| Chen Kuei-Ru      | 110 m Hürden      | 2     |
| Yang Wei-Ting     | 110 m Hürden      | -     |
| Chen Chieh        | 400 m Hürden      | 2     |
|                   | 4 × 400 m Staffel | -     |
| Yu Chia-Hsuan     | 400 m Hürden      | -     |
|                   | 4 × 400 m Staffel | -     |
| Hsiang Chun-Hsien | Hochsprung        | 3     |
| Lin Chia-Hao      | Weitsprung        | -     |
| Lin Hung-Min      | Weitsprung        | -     |
| Lee Kuei-Lung     | Dreisprung        | -     |
| Lin You-Ting      | Kugelstoßen       | -     |
| Wu Jhou-Wei       | Hammerwurf        | 15    |
| Cheng Chao-Tsun   | Speerwurf         | 1     |
| Huang Shih-Feng   | Speerwurf         | 3     |
| Chen Chia-Hsun    | 4 × 100 m Staffel | 3     |
| Cheng Po-Yu       | 4 × 100 m Staffel | 3     |
| Wu Erchang        | 4 × 100 m Staffel | 3     |
| Lai Kuan-Yu       | 4 × 400 m Staffel | -     |
| Wang Wei-Hsu      | 4 × 400 m Staffel | -     |
| Yu Chen=Yi        | 4 × 100 m Staffel | -     |
| Wang Cheng-Yuan   | Zehnkampf         | 10    |

### Frauen
| Athletin         | Disziplin         | Platz |
| ---------------- | ----------------- | ----- |
| Hu Chia-Chen     | 100 m             | -     |
|                  | 4 × 100 m Staffel | -     |
| Syu Yong-Jie     | 200 m             | -     |
|                  | 4 × 100 m Staffel | -     |
| Chang Chih-Hsuan | Halbmarathon      | 22    |
| Chen Yu-Hsuan    | Halbmarathon      | 18    |
| Tsao Chun-Yu     | Halbmarathon      | 10    |
| You Ya-Jyun      | Halbmarathon      | 12    |
| Hsieh Hsi-En     | 100 m Hürden      | -     |
| Lin Shih-Ting    | 100 m Hürden      | -     |
| Lin Yu-Chieh     | 400 m Hürden      | -     |
| Lin Tsai-Ying    | Stabhochsprung    | -     |
| Liou Ya-Jyun     | Weitsprung        | -     |
|                  | Siebenkampf       | -     |
| Hung Pei-Ning    | Dreisprung        | -     |
| Chiang Ru-Ching  | Kugelstoßen       | -     |
| Li Tsai-Yi       | Diskuswurf        | 11    |
| Chang Chu        | Speerwurf         | -     |
| Li Hui-Jun       | Speerwurf         | -     |
| Chang Chia-Feng  | 20 km Gehen       | 12    |
| Fang An-Chi      | 4 × 100 m Staffel | -     |
| Hsu Ya-Ting      | 4 × 100 m Staffel | -     |
| Ko Ching-Ting    | 4 × 100 m Staffel | -     |
| Chu Chia-Ling    | Siebenkampf       | 7     |

## Rollsport

### Männer
| Athlet           | Disziplin             | Platz |
| ---------------- | --------------------- | ----- |
| Kao Mao-Chieh    | 300 m Zeitfahren      | 2     |
| Song Ching-Yang  | 300 m Zeitfahren      | 5     |
|                  | 500 m Sprint          | 4     |
|                  | Marathon              | -     |
| Huang Yu-Lin     | 500 m Sprint          | -     |
|                  | 1000 m Sprint         | 1     |
|                  | Marathon              | 26    |
| Ko Fu-Shiuan     | 1000 m Sprint         | 2     |
|                  | 10.000 m Punkterennen | 2     |
|                  | Marathon              | 6     |
| Chen Yang-Cheng  | 10.000 m Punkterennen | 1     |
|                  | Marathon              | -     |
| Chuang Shao-Chun | 15.000 m Rennen       | 4     |
|                  | Marathon              | 8     |
|                  | 10.000 m Punkterennen | 2     |
| Chen Yu-Chi      | Slalom                | 2     |
| Wu Dong-Yan      | Slalom                | 3     |

| 3000 m Staffel                                               | Platz |
| ------------------------------------------------------------ | ----- |
| Chen Yan-Cheng, Huang Yu-Lin, Kao Mao-Chieh, Sung Ching-Yang | 1     |

### Frauen
| Athletin       | Disziplin             | Platz |
| -------------- | --------------------- | ----- |
| Chen Ying-Chu  | 300 m Zeitfahren      | 2     |
|                | 500 m Sprint          | 1     |
|                | Marathon              | 5     |
| Yang Ho-Chen   | 500 m Sprint          | 3     |
|                | 1000 m Sprint         | 1     |
|                | 10.000 m Punkterennen | 1     |
|                | 15.000 m Rennen       | 1     |
|                | Marathon              | 1     |
| Li Meng-Chu    | 300 m Zeitfahren      | 4     |
|                | 1000 m Sprint         | 2     |
|                | 10.000 m Punkterennen | 2     |
|                | 15.000 m Rennen       | 2     |
|                | Marathon              | 2     |
| Yang Hsuan-Min | Slalom                | 1     |
| Wang Jia-Wei   | Slalom                | 2     |
| Tsai Pin-Chuan | Marathon              | 8     |

| 3000 m Staffel                                           | Platz |
| -------------------------------------------------------- | ----- |
| Chen Ying-Chu, Li Meng-Chu, Tsai Pin-Hsuan, Yang Ho-Chen | 1     |

## Rhythmische Sportgymnastik
| Einzel          | Platz |
| --------------- | ----- |
| Chang Ting-Chen | 18    |
| Song Yu-Han     | 17    |

| Team                                                                          | Platz |
| ----------------------------------------------------------------------------- | ----- |
| Chen Pei-An, Hsu Tzu-Chi, Ku Ni-Chen, Kung Yun, Wang Hsin-Lin, Yang Chian-Mei | 2     |

## Schwimmen

### Männer
| Athlet          | Disziplin           | Platz |
| --------------- | ------------------- | ----- |
| An Ting-Yao     | 400 m Freistil      | 29    |
|                 | 200 m Freistil      | 29    |
| Chang Hou-Chi   | 100 m Rücken        | 46    |
|                 | 50 m Rücken         | 38    |
| Hsu Han-Peng    | 100 m Brust         | 45    |
|                 | 50 m Brust          | 40    |
| Lee Hsuan-Yen   | 100 m Brust         | 33    |
|                 | 200 m Brust         | 16    |
|                 | 50 m Brust          | 40    |
| Chang Kuo-Chi   | 50 m Schmetterling  | 45    |
|                 | 50 m Rücken         | 44    |
| Chu Chen-Ping   | 50 m Schmetterling  | 41    |
|                 | 100 m Schmetterling | 33    |
| Huang Yen-Hsin  | 100 m Freistil      | 46    |
| Lin Chien-Liang | 50 m Freistil       | 27    |
| Wang Yu-Lian    | 100 m Freistil      | 36    |
|                 | 100 m Rücken        | 41    |
| Wang Hsing-Hao  | 200 m Freistil      | 28    |
|                 | 200 m Lagen         | 22    |
| Wen Ren-Hau     | 200 m Lagen         | 24    |
|                 | 400 m Lagen         | 22    |
| Cho Cheng-Chi   | 1500 m Freistil     | 17    |
|                 | 800 m Freistil      | 19    |
|                 | 400 m Lagen         | 13    |
|                 | Marathon 10 km      | 12    |
| Huang Guo-Ting  | 1500 m Freistil     | 13    |
|                 | 800 m Freistil      | 16    |
| Chou Wei-Liang  | 200 m Schmetterling | 27    |
|                 | 100 m Schmetterling | 42    |
| Tsai Yi-Lin     | 200 m Schmetterling | 23    |
| Cai Bing-Rong   | 200 m Brust         | 22    |
| Wu Chun-Feng    | 50 m Brust          | 15    |
|                 | 50 m Freistil       | 11    |

| 4 × 100 m Freistil Staffel                                                | Platz |
| ------------------------------------------------------------------------- | ----- |
| An Ting-Yao, Chang Kuo-Chi, Huang Yen-Hsin, Lin Chien-Liang, Wang Yu-Lian | 10    |

| 4 × 200 m Freistil Staffel                                             | Platz |
| ---------------------------------------------------------------------- | ----- |
| An Ting-Yao, Huang Yen-Hsin, Tsai Yi-Lin, Wang Hsing-Hao, Wang Yu-Lian | 8     |

| 4 × 100 m Lagen Staffel                                                   | Platz |
| ------------------------------------------------------------------------- | ----- |
| Chu Chen-Ping, Hsu Han-Peng, Lee Hsuan-Yen, Lin Chien-Liang, Wang Yu-Lian | 10    |

### Frauen
| Athletin          | Disziplin           | Platz |
| ----------------- | ------------------- | ----- |
| Hsu An            | 200 m Rücken        | 27    |
|                   | 100 m Rücken        | 30    |
| Liao Man-Wen      | 100 m Brust         | 24    |
|                   | 50 m Brust          | 19    |
| Mo Li-Err         | 100 m Freistil      | 32    |
|                   | 50 m Freistil       | 35    |
| Tseng Chieh-Chuan | 1500 m Freistil     | 16    |
|                   | 800 m Freistil      | 21    |
| Huang Mei-Chien   | 100 m Schmetterling | 37    |
|                   | 50 m Freistil       | 25    |
| Li Yi-Chia        | 100 m Schmetterling | 33    |
| Chang Fang-Yu     | 200 m Freistil      | 31    |
|                   | 400 m Freistil      | 27    |
| Lee Yen-Ni        | 200 m Freistil      | 32    |
|                   | 400 m Freistil      | 29    |
| Tseng Chieh-Chuan | 800 m Freistil      | 21    |
|                   | 1500 m Freistil     | 16    |

| 4 × 100 m Freistil Staffel                                      | Platz |
| --------------------------------------------------------------- | ----- |
| Chang Fang-Yu, Hsu An, Lee Yen-Ni, Mo Li-Err, Tseng Chieh-Chuan | 14    |

| 4 × 200 m Freistil Staffel                              | Platz |
| ------------------------------------------------------- | ----- |
| Chang Fang-Yu, Lee Yen-Ni, Mo Li-Err, Tseng Chieh-Chuan | 11    |

| 4 × 100 m Lagen Staffel                                      | Platz |
| ------------------------------------------------------------ | ----- |
| Hsu An, Huang Mei-Chien, Li Yi-Chia, Liao Man-Wen, Mo Li-Err | 13    |

## Taekwondo

### Männer
| Athlet            | Disziplin        | Platz |
| ----------------- | ---------------- | ----- |
| Wang Chen-Yu      | -54 kg           | 9     |
| Huang Cheng-Ching | -58 kg           | 5     |
| Ho Chia-Hsin      | -63 kg           | 9     |
| Huang Yu-Jen      | -68 kg           | 5     |
| Yang Tsung-Yeh    | -74 kg           | 3     |
| Liu Wei-Ting      | -80 kg           | 3     |
| Lo Chih-Chun      | -87 kg           | 9     |
| Tseng Tzu-Yi      | +87 kg           | 5     |
| Chen Chien-Chuan  | Freistil Poomsae | 3     |

| Poomsae Mannschaft                                 | Platz |
| -------------------------------------------------- | ----- |
| Chang Wei-Chieh, Hsieh Ming-Yang, Huang Chia-Juang | 2     |

| Kyorugi Mannschaft                                       | Platz |
| -------------------------------------------------------- | ----- |
| Ho Chia-Hsin, Huang Yu-Jen, Liu Wei-Ting, Yang Tsung-Yeh | 2     |

### Frauen
| Athletin         | Disziplin        | Platz |
| ---------------- | ---------------- | ----- |
| Shyu Nai-Yun     | -46 kg           | 9     |
| Hung Yu-Ting     | -49 kg           | 5     |
| Liang Chia-Yu    | -53 kg           | 17    |
| Chen Yu-Chuang   | -57 kg           | 5     |
| Lin Yi-Ching     | -62 kg           | 9     |
| Chuang Chia-Chia | -67 kg           | 2     |
| Chen Yann-Yeu    | -73 kg           | 9     |
| Ma Ting-Hsia     | +73 kg           | 5     |
| Lin Kan-Yu       | Freistil Poomsae | 2     |

| Poomsae Mannschaft                              | Platz |
| ----------------------------------------------- | ----- |
| Chen Hsiang-Ting, Chen Yi-Hsuan, Lee Ying-Hsian | 2     |

| Kyorugi Mannschaft                                            | Platz |
| ------------------------------------------------------------- | ----- |
| Chen Yann-Yeu, Chen Yu-Chuang, Chuang Chia-Chia, Lin Yi-Ching | 9     |

### Poomsae gemischt
|                           | Platz |
| ------------------------- | ----- |
| Li Cheng-Gang, Su Chia-En | 1     |

## Tennis

### Männer
| Einzel      | Platz |
| ----------- | ----- |
| Jason Jung  | 1     |
| Lee Kuan-Yi | 5     |

| Doppel                            | Platz |
| --------------------------------- | ----- |
| Hsieh Cheng-peng / Peng Hsien-yin | 5     |

| Mannschafts-Klassement                                    | Platz |
| --------------------------------------------------------- | ----- |
| Hsieh Cheng-Peng, Jason Jung, Peng Hsien-yin, Lee Kuan-Yi | 1     |

### Frauen
| Einzel         | Platz |
| -------------- | ----- |
| Chang Kai-chen | 3     |
| Lee Ya-hsuan   | 2     |

| Doppel                         | Platz |
| ------------------------------ | ----- |
| Chan Hao-ching / Chan Yung-jan | 1     |

| Mannschafts-Klassement                                      | Platz |
| ----------------------------------------------------------- | ----- |
| Chan Hao-ching, Chan Yung-Jan, Chang Kai-chen, Lee Ya-hsuan | 1     |

### Gemischt
| Doppel                           | Platz |
| -------------------------------- | ----- |
| Chan Yung-jan / Hsieh Cheng-peng | 3     |

## Tischtennis

### Männer
| Einzel            | Platz |
| ----------------- | ----- |
| Chen Chien-An     | 2     |
| Chiang Hung-Chieh | 9     |
| Lee Chia-Sheng    | 9     |
| Liao Cheng-Ting   | 5     |
| Sun Chia-Hung     | 65    |

| Doppel                            | Platz |
| --------------------------------- | ----- |
| Chen Chien-An / Chiang Hung-Chieh | 3     |
| Lee Chia-Sheng / Liao Cheng-Ting  | 3     |

| Mannschaft                                                                       | Platz |
| -------------------------------------------------------------------------------- | ----- |
| Chen Chien-An, Chiang Hung-Chieh, Lee Chia-Sheng, Liao Cheng-Ting, Sun Chia-Hung | 3     |

### Frauen
| Einzel          | Platz |
| --------------- | ----- |
| Chen Szu-yu     | 5     |
| Cheng Hsien-Tzu | 9     |
| Cheng I-Ching   | 2     |
| Lin Chia-Chih   | 17    |
| Liu Yu-Hsin     | 17    |

| Doppel                        | Platz |
| ----------------------------- | ----- |
| Chen Szu-yu / Cheng I-Ching   | 5     |
| Cheng Hsien-Tzu / Liu Yu-Hsin | 5     |

| Mannschaft                                                              | Platz |
| ----------------------------------------------------------------------- | ----- |
| Chen Szu-Yu, Cheng Hsien-Tzu, Cheng I-Ching, Lin Chia-Chih, Liu Yu-Hsin | 3     |

### Gemischt
| Doppel                        | Platz |
| ----------------------------- | ----- |
| Chen Chien-An / Cheng I-Ching | 9     |
| Chen Szu-yu / Liao Cheng-Ting | 3     |

## Turnen

### Männer
| Athlet         | Disziplin        | Platz |
| -------------- | ---------------- | ----- |
| Hsu Ping-Chien | Einzelwettbewerb | 13    |
|                | Pauschenpferd    | 7     |
| Lee Chih-kai   | Einzelwettbewerb | 7     |
|                | Pauschenpferd    | 1     |
| Tang Chia-Hung | Bodenturnen      | 4     |
| Yu Chao-Wei    | Ringeturnen      | 8     |

| Mannschaft                                                               | Platz |
| ------------------------------------------------------------------------ | ----- |
| Chen Jin-Ling, Hsu Ping-Chien, Lee Chih-kai, Tang Chia-Hung, Yu Chao-Wei | 5     |

### Frauen
| Athletin           | Disziplin        | Platz |
| ------------------ | ---------------- | ----- |
| Mai Liu Hsiang-Han | Einzelwettbewerb | 17    |

| Mannschaft                                                                   | Platz |
| ---------------------------------------------------------------------------- | ----- |
| Chuang Hsiu-Ju, Chuang Shu-Yun, Lo Yu-Ju, Mai Liu Hsiang-Han, Tsai Chia-Jung | 6     |

## Volleyball
| Männer | Platz |
| --- | ----- |
| Chang Liang-Hao, Hsieh Ya-Jen, Hsu Mei-Chung, Lin Kuo-Chun, Liu Hong-Jie, Liu Hung-Min, Shih Hsiu-Chih, Su Hou-Chen, Tsai Chia-Hao, Wu Tsung-Hsuan, Yen Chen-Fu, Zhang Min-Shun | 12    |
| Frauen | Platz |
| Chang Li-Yun, Chen Tzu-Ya, Chen Wan-Ting, Chen Yi-Ju, Hsiao Hsiang-Ling, Lee Tzu-Ying, Lin Shu-Ho, Tseng Wan-Ling, Wen I-Tzu, Wu Wei-Hua, Yang Meng-Hua, Yang Yi-Chen           | 4     |

## Wasserball
| Männer | Platz |
| --- | ----- |
| An Ting-Feng, Chang Yang-Hung, Cheng Chi-Nan, Chiu Min-Chih, Chou Po-Yu, Chuang Feng-Nien, Chuang Yao-Nien, Hsieh Li-Han, Huang Chen-Yang, Ko Jian-Yu, Lo Miao, Wang Chun-Ying, Wang Te-Ching | 16    |

## Wasserspringen
| Athlet/in  | Disziplin                             | Platz |
| ---------- | ------------------------------------- | ----- |
| Lai Yu-Yen | Kunstspringen 1-m-Brett / Frauen      | 33    |
|            | Kunstspringen 3-m-Brett / Frauen      | 31    |
|            | Synchronspringen 3-m-Brett / gemischt | 10    |
| Lin Yun-Di | Kunstspringen 1-m-Brett / Männer      | 29    |
|            | Synchronspringen 3-m-Brett / gemischt | 10    |

## Wushu

### Männer
| Athlet           | Disziplin                     | Platz |
| ---------------- | ----------------------------- | ----- |
| Tsai Tse-Min     | Taolu – Changquan             | 3     |
| Hsu Kai-Kuei     | Taolu – Nanquan & Nangun      | 1     |
| Chen Yu-Wei      | Taolu – Taijiquan & Taijijian | 2     |
| Lin Hsiang-Yu    | Sanda -52 kg                  | -     |
| Chung Yung-Cheng | Sanda -70 kg                  | -     |

### Frauen
| Athletin     | Disziplin                     | Platz |
| ------------ | ----------------------------- | ----- |
| Chen Yi-Ying | Taolu – Taijiquan & Taijijian | 2     |
| Chen Weiting | Sanda -52 kg                  | 3     |
| Lin Yi-Ju    | Sanda -60 kg                  | 2     |